# Kocelovice
Kocelovice (en allemand : Kostelowitz) est une commune du district de Strakonice, dans la région de Bohême-du-Sud, en République tchèque. Sa population s'élevait à 150 habitants en 2020.

## Géographie
Kocelovice se trouve à 6 km au nord-ouest de Blatná, à 24 km au nord-nord-ouest de Strakonice, à 73 km au nord-ouest de České Budějovice et à 81 km au sud-ouest de Prague.
La commune est limitée par Předmíř, Březí et Bělčice au nord, par Hornosín et Bělčice à l'est, par Chlum, Hajany et Tchořovice au sud, et par Lnáře à l'ouest.

## Histoire
La première mention écrite du village date de 1352.